# عبدالغنی علی‌پور
عبدالغنی علی‌پور ملقب به قومندان شمشیر یک فرماندهٔ نظامی افغانستانی از ناحیهٔ بهسود ولایت میدان وردک است.فرمانده علیپور توسط هوادارانش شیر دره بهسود نامیده می‌شود 
در سال‌های متمادی دامنهٔ فعالیت‌های فرمانده شمشیر از میدان وردک به ولایت‌های غور، دایکندی، غزنی، ارزگان و بامیان نیز رسیده‌است. به گزارش خبرگزاری فرانسه در بازدید از ولایت میدان وردک، نیروهای علی‌پور در مناطق هزاره‌نشین و غیرهزاره‌نشین گشت‌زنی می‌کنند و با تأمین امنیت مردم در مقابل طالبان و دستگیر کردن افراد و نزدیکان فرماندهان و افراد طالب، از آن‌ها برای تبادل افرادی که طالبان در شاهراه‌ها دستگیر و زندانی کرده‌اند، استفاده می‌کنند.
علیپور بعد از سقوط حکومت کمونیستی افغانستان در سال ۱۳۷۱ از اعضای نیروهای حزب وحدت به رهبری، عبدالعلی مزاری بود که بخشی از غرب کابل را در کنترل داشت. با کنترل کابل و بامیان توسط طالبان، علیپور برای یک سال در اسارت طالبان بود و بعد رها شد. او پس از اوج‌گیری تنش‌ها میان کوچی‌ها و باشندگان محل در ولسوالی‌های بهسود و دایمیرداد، گروه ۱۵۰ نفری مردمی را تحت نام «جبههٔ مقاومت» ایجاد کرد.
قوماندان شمشیر با حمله‌های چریکی و پی در پی به پُست‌های امنیتی طالبان سعی در بیرون راندن طالبان از شهرهای شیعه نشین داشت.
گفته شده از زمان ۱۴۰۰–۲۰۲۱ توسط طالبان، این گروه پاکستانی سعی می‌کند تا مردم غیر پشتون و شیعه را به صورت اجباری از خانه و ولایت خود کوچ اجباری دهد.در نهایت در حالی که طالبان در حال تصرف مناطق مختلف افغانستان بودند و علی پور به مقابله با طالبان برخواسته بود، در اقدامی مشکوک ۱۱۰۰نیروی نظامی به بدستور اشرف غنی احمدزی مجهز با ۱۰۰ عراده تانک ضد گلوله و سلاح‌های سبک و سنگین از بامیان به سوی امن‌ترین منطقه شیعه نشین یعنی بهسود به هدف بازداشت فرمانده علی‌پور حرکت کردند. اما عبدالغنی علیپور با ترک کردن پایگاه‌های خود از درگیری با نیروهای دولتی ابا ورزیدیکی از جرم‌های اعلامی علی پور این بود که وی چرا در برابر کوچی‌ها و پاکستانی‌های حامی طالبان جنگیده‌است
فرمانده علیپور قبل از اشغال مجدد کابل در سال ۱۴۰۰ توسط طالبان به دفاع از مردم در بهسود و شهرهای اطراف آن پرداخت اما به دلیل نبود هیچگونه تجهیزات نظامی و نیروهای پشتیبانی و برای جلوگیری از قتل‌عام مردم توسط طالبان، به مکانی نامعلوم عقب‌نشینی کرد..

## دلایل ایجاد جبههٔ مقاومت
علیپور در این باره گفته که شاهد «بیچارگی مردم خوات، کجاب و دایمرداد در ولایت میدان وردک در غرب کابل بوده» و به همین دلیل رانندگی را رها و «جبههٔ مقاومت را تشکیل داده تا از مردم خود دفاع کند.»
بهسود و دایمیرداد بعد از تشکیل دولت انتقالی، همه‌ساله مورد هجوم و تاخت‌وتاز کوچی‌ها قرار گرفته، تمام خانه‌های مردم ده‌نشین این مناطق بلا استثنا به آتش کشیده شده‌است، تمام رمه‌های مردم هر سال به تاراج رفته‌است، دی‌های هیزم و علف مردم بخاطر ایجاد وحشت شبانه به آتش کشیده می‌شد، تمام کشت و زراعت مردم توسط رمه‌های کوچی‌ها از میان می‌رفت، تمام مردم درهٔ کجاب و دایمیرداد سال یکبار آواره می‌شد، مهم‌تر از همه حد اوسط سال ۲۵ نفر از باشندگان محل کشته می‌شد، کودکان مردم این مناطق از حق تعلیم و تربیت محروم بودند، مراکز صحی بروی مردم مسدود بود و در کل مردم این مناطق از تمام حقوق خود محروم بود.

## دیدگاه‌ها دربارهٔ او
مردم بهسود معتقدند که علیپور و گروه تحت امرش، صرفاً در راستای تأمین امنیت این مناطق و دفاع از مردم محلی در برابر حملهٔ مخالفان مسلح دولت و همچنین پیشگیری از نزاع پیشینه‌دار کوچی‌ها و هزاره‌های ساکن در شهرستان بهسود، فعالیت می‌کنند.
قربان علی فصیحی، معاون دفتر سیاسی حزب وحدت ملی، به بی‌بی‌سی گفته که جریانی که علی‌پور را شکل داده، ریشه و منشأ آن در این است که امنیت مردم از سوی دولت تأمین نشده‌است. آقای فصیحی می‌افزاید: «زمانی که فاصله بین حکومت و مردم ایجاد شود و امنیت مردم تأمین نشود، کسانی وادار می‌شوند از مردم دفاع کنند و این نباید منجر به قتل‌عام مردم شود.»
نصرت رحیمی، سخنگوی پشتو تبار اسبق وزارت داخله در کابل، فرمانده علی‌پور را «جنایت‌کار، راهزن و قاتل» می‌داند.

## درگیری با نیروهای دولتی
علیپور، پس از تیرباران شدن چندین غیرنظامی توسط نیروهای دولتی در شهرستان/ولسوالی بهسود با نیروهای دولتی درگیر شد. در آخرین مورد پس از ورود چرخبال‌های ارتش افغانستان که گفته می‌شود برای بمب‌باران کردن این شهرستان آمده بودند، نیروهای دولتی با دسیسه سازی یکی از این چرخبال‌ها را خودشان با موشک منهدم کردند که در نتیجهٔ آن ۹ نفر کشته شدند. سپس در اعلامیه ای اظهار داشتند که چرخبال را افراد علیپور منهدم کرده‌است و اعلام کردند که از علیپور انتقام خواهند گرفت و پس از آن، ۱٬۱۰۰ نفر از قطعات خاص ارتش ملی، و صد عراده تانک به سمت بهسود به منظور کشتن یا دستگیری علیپور فرستاده شدند.